# 双极性扩散
双极性扩散（英語：Ambipolar diffusion）是等离子体的正负粒子在电场中由于相互作用等速远离的扩散方式。等离子体的正负粒子浓度由于扩散作用而减小至原来的{\displaystyle \mathrm {1} {\mathsf {/}}e}的所经过的距离称作双极性扩散长度（Ambipolar diffusion length）。理论上，它可以用公式表达为{\displaystyle L_{d}={\sqrt {D\tau }}}，其中{\displaystyle D}为双极性扩散系数,{\displaystyle \tau }为电子（空穴）的寿命。

## 真空中的双极性扩散
在大多数等离子体中，作用在离子和电子上的力是不同的。因此，在扩散或者对流过程中，一种粒子总会以更快的速度远离另一种粒子。
在不含磁场的真空中，等离子体的电子和离子都会各自以一定的速度向外进行热运动。由于温度是物体内分子间平均动能的一种表现形式，温度高的粒子的热运动速率大，反之，温度低的粒子热运动速率小。
由于电子有较高的温度和较低的质量，它们的热运动速度{\displaystyle {v_{e}\approx {\sqrt {k_{B}T_{e}/m_{e}}}}}将会很大。当电子离开所处的位置时，带正电荷的正离子就会落后，从而形成指向外部的电场。这个电场会在电子和正离子之间产生一个电场力。根据牛顿第三定律，这个力会使电子的速度减小，使离子速度增大。这个过程最终会达到一种稳定的状态，即电子和粒子都会以比电子的热运动的速率小而比离子的热运动速率大的音速{\displaystyle {c_{s}}={\sqrt {{k_{B}}{T_{e}}/{m_{i}}}}}向外运动。

## 天体物理学
在天体物理学中，双极性扩散特指中性粒子从星系形成的等离子中解离。此时的中性粒子主要是星云中的氢分子。如果没有碰撞耦合形成等离子体，它们之间会发生引力坍缩作用。

## 延伸阅读
- .   [2011-02-07]. （原始内容存档于2005-03-17） （英语）.